# Alois Schwarz (évêque)
Pour les articles homonymes, voir Alois Schwarz et Schwarz.
Alois Schwarz, né le 14 juin 1952 à Hollenthon (Basse-Autriche), est évêque catholique autrichien, évêque de Sankt Pölten depuis 2018 après avoir été à la tête du diocèse de Gurk pendant dix-sept ans.

## Biographie
Il est le fils d'Alois Schwarz, un agriculteur, et de son épouse Ernestine Sanz.
De 1962 à 1970, il fréquente l'Humanistische Gymnasium de l'archidiocèse de Vienne à Kirchberg am Wechsel et vit au petit séminaire. Après avoir obtenu sa maturité, il entre au séminaire de Vienne et étudie la théologie catholique à l'université de Vienne. Le 29 juin 1976, il est ordonné prêtre par Franz König. Il obtient un doctorat en 1981.
Il devient curé de Krumbach (Basse-Autriche) de 1983 à 1992 et prend la charge pastorale de l'archidiocèse de Vienne en septembre 1987. Le 5 décembre 1988, le pape Jean-Paul II lui remet le titre de chapelain du pape puis le nomme évêque titulaire de Mathara-en-Numidie et évêque auxiliaire de Vienne le 26 décembre 1996. Le 22 février 1997, il ordonné comme tel par l'archevêque Christoph Schönborn, assisté de Johann Weber (de) et de Helmut Krätzl (de).
Le 22 mai 2001, le pape Jean-Paul II le nomme évêque de Gurk. Schwarz entre en fonction un mois plus tard. Il conserve cette fonction jusqu'au 17 mai 2018 lorsque le pape François le nomme évêque de Sankt Pölten.